# Hendrikus Douwes van Gennip
Hendrikus Douwes van Gennip (Tjamsweer, 4 september 1822 – Nieuwe Pekela, 10 november 1866) was een predikant die als zendeling werkzaam was in China en Nederlands-Indië. Hij was de zoon van de landbouwer Schelte Hindriks van Gennip en Trijntje Klaassen Vegter. 

## Leven en werk
Van Gennip behoorde tot de beweging van de afgescheiden kerken van 1834. De beweging had tot 1854 geen eigen opleidingsinstituut en van Gennip kreeg zijn opleiding tot predikant dan ook van Helenius de Cock, zoon van Hendrik de Cock en George Gezelle Meerburg. Hij werd in 1851 predikant in Almkerk.
In 1850 had de in China werkzame Duitse zendeling Karl Gützlaff een bezoek aan Nederland gebracht. Tijdens zijn verblijf hield hij voordrachten met als gevolg dat er in een aantal plaatsen initiatieven ontstonden om zendelingen naar China te zenden. De coördinatie van plaatselijke verenigingen gebeurde door de comités in Amsterdam en Rotterdam. Zij stelden ook commissies in om aanmeldingen van personen die als zendeling naar China wensten te gaan te beoordelen. Er meldden zich zevenentwintig mannen en enkele vrouwen. Ook van Gennip raakte enthousiast over de zending in China. Er zouden uiteindelijk  drie personen als zendeling naar China reizen. Naast Van Gennip  waren dit Lumina van Medenbach Wakker en Henderikadius Zwantinus Kloekers. 
Het Nederlandsch Zendeling Genootschap stond in principe open voor kandidaten uit alle protestantse richtingen maar Van Gennip koos een eigen weg. Nog in 1851 presenteerde hij zijn wens om als zendeling te worden uitgezonden op de Provinciale synode Noord-Brabant van de Afgescheiden kerken. Op 12 juni dat jaar werd hij als zendeling bevestigd. Van Gennip was een bemiddeld man en kon zijn reis naar China uit eigen middelen financieren. Van 1851 tot 1853 verbleef hij in Hongkong. Hij leerde daar Chinees en sloot zich aan bij Karl Friedrich Neumann, de opvolger van de inmiddels overleden Gützlaff als leider van de Chinese Evangelische Vereniging en de Chinese Unie voor christelijke assistenten. Hij bedong de voorwaarde dat hij dit werk verrichtte als zendeling van de Christelijke Afgescheiden Kerk. Hij probeerde zich een Chinese leefwijze eigen te maken en had na enige maanden al enige Chinese assistenten. 
Vanuit de kerk in Nederland functioneerde Helenius de Cock als semi-officieel aanspreekpunt voor Van Gennip. In brieven van Van Gennip aan de Cock uit begin 1852 wordt duidelijk dat hij het in Hongkong naar de zin had. In augustus dat jaar werd hij echter overvallen en mishandeld. Het duurde enkele maanden voordat hij weer hersteld was. In het voorjaar van 1853 verliet hij onverwacht China en vertrok naar Nederlands-Indië. De redenen voor dit besluit zijn nooit helder geworden. Hij ging in Batavia les geven op een school voor Chinese kinderen en was daarna werkzaam in Surabaya. Onder omstandigheden die niet duidelijk zijn, kreeg hij daar een slag met een klewang met als gevolg dat hij tijdelijk krankzinnig werd. Na zijn herstel besloot hij terug te keren naar Nederland waar hij in 1857 weer arriveerde. 
Hij stelde zich in zijn kerk weer beroepbaar maar geen gemeente durfde het aan hem te benoemen. In 1860 stelde hij zich op de Synode van Hogeveen weer beschikbaar als zendeling, maar daar werd niet op ingegaan.  De synode zag overigens nu wel de risico's om een persoon geheel onvoorbereid en zonder begeleiding als zendeling naar het buitenland te zenden. De curatoren van de  Theologische School in Kampen werden aangewezen om nadere actie te ondernemen voor het aantrekken en opleiden van aspirant-zendelingen. 
In de Synode van Franeker van 1863 werd door enkelen voorgesteld van Gennip  tot binnenlands zendeling te benoemen maar ook dat kreeg niet de instemming van de synode. In dat jaar trouwde Van Gennip met Willemina Schepman. Van Gennip was inmiddels in behoeftige omstandigheden gekomen. Hij ontving uiteindelijk een financiële ondersteuning van honderd gulden per jaar. De classis Appingedam creëerde voor hem de functie van reizend evangelist. Feitelijk waren dit werkzaamheden die voornamelijk op colportage neerkwamen. Hij overleed op 10 november 1866. 